# Dan Simoneau
Daniel Owen Simoneau (né le 9 janvier 1959 à Farmington, Maine) est un ancien fondeur américain.

## Palmarès

### Jeux Olympiques
| Épreuve / Édition | Sarajevo 1984 | Calgary 1988 |
| 15 km             | 18e           | 29e          |
| 30 km             | 29e           | 49e          |
| 50 km             | 26e           | DNF          |
| 4 × 10 km         | 8e            | 13e          |

### Coupe du monde
- Meilleur classement final: 7e en 1982.
- Meilleur résultat: 2e.